# María Luisa Bahía y Chacón
María Luisa Bahía y Chacón (8 de enero de 1885-Madrid, 15 de enero de 1960) fue una noble española conocida por sus acciones de filantropía.

## Biografía
Fue una de las hijas del matrimonio formado por Luis Bahía Urrutia, senador del Reino, y Milagros Chacón. Por parte de su madre, era nieta del marino Guillermo Chacón.
El 2 de febrero de 1918 contrajo matrimonio con Fernando Fernández de Córdoba y Pérez de Barradas, XIV duque de Lerma (1860-1936). Fueron padrinos del enlace: María del Dulce Nombre Fernández de Córdoba y Pérez de Barradas (-1960), duquesa consorte de Híjar y hermana del novio; y Luis Bahía, hermano de la novia. La boda se celebró en Madrid en la intimidad por luto en la familia de la novia. El matrimonio no tendría descendencia.
Como esposa de un grande de España, tomó almohada junto con otras damas, el 4 de mayo de 1926 ante la reina Victoria Eugenia, teniendo como madrina a María Luisa de Carvajal y Dávalos, IV duquesa de San Carlos. La ceremonia se produjo en el Palacio Real de Madrid.
Tras el estallido de la guerra civil española, su marido fue fusilado por milicianos en su residencia de Madrid (en la calle de Goya, 8) el 10 de septiembre de 1936. Por su parte María Luisa consiguió refugiarse en un piso, y pasando después a la embajada de México donde estuvo hasta el fin del conflicto.
Acabada la contienda, en 1942, fundó en una parte del Hospital de Tavera un colegio dedicado a niñas sin recursos y que confió a las Hijas de la Caridad. Este convento formaba parte de la Fundación Duque de Lerma y funcionó hasta la década de 1970.
En la década de 1950 financió el altar de San Francisco de Borja en la iglesia del nuevo edificio de la Casa Profesa de la Compañía de Jesús en Madrid. Esta institución había estado desde su creación bajo patronazgo de los duques de Lerma.
Murió en 1960, siendo enterrada junto a su marido en la cripta de la iglesia del Hospital de Tavera en Toledo.

## Iconografía
Fue retratada por Fernando Álvarez de Sotomayor, hacia 1928.

## Cargos y órdenes

### Cargos
- Dama de la reina Victoria Eugenia.

### Órdenes
- Gran cruz de la Orden de la Beneficencia. (Reino de España, 19 de junio de 1946)[12]